# رحيم أباد (شيروان)
رحیم أباد (بالفارسية: رحیم‌آباد) هي مستوطنة تقع في إيران في قسم شیروان الريفي. يقدر عدد سكانها بـ 285 نسمة .